# 鲍克·莫莱马
鲍克·莫莱马（荷蘭語：Bauke Mollema，1986年11月26日—），荷兰男子自行车运动员，2019年世界公路自行车锦标赛混合团体接力金牌得主、2021年世界公路自行车锦标赛混合团体接力银牌得主。